# Erdene, Dornogovi
Erdene (tiếng Mông Cổ: Эрдэнэ) là một sum của tỉnh Dornogovi ở miền đông Mông Cổ. Vào năm 2009, dân số của sum là 2.395 người.

## Địa lý
Sum có diện tích khoảng 9.952,04 km2. Trung tâm sum, Ulaan-Uul, nằm cách tỉnh lỵ Sainshand 109 km và thủ đô Ulaanbaatar 572 km.

### Khí hậu
Erdene có khí hậu hoang mạc. Nhiệt độ trung bình hàng năm trong khu vực là 7 °C. Tháng ấm nhất là tháng 7, khi nhiệt độ trung bình là 30 °C và lạnh nhất là tháng 1, với −17 °C. Lượng mưa trung bình hàng năm là 185 mm. Tháng ẩm ướt nhất là tháng 6, với lượng mưa trung bình là 37 mm, và khô nhất là tháng 1, với 1 mm.

## Kinh tế
Sum có một trường học, bệnh viện, khu dịch vụ và xưởng.